# Riina Maidre
Riina Maidre (nascida a 26 de janeiro de 1982, em Tallinn) é uma actriz estoniana.
Ela estudou na Academia de Música e Escola de Teatro da Estónia. Ela trabalhou no Teatro de Drama Estoniano e no Teatro Von Krahl. Além de papeis teatrais ela também actuou em vários filmes e séries de televisão.